# Kabinet-Oleksy
Het kabinet van Józef Oleksy was de Poolse regering van 7 maart 1995 tot 7 februari 1996. Evenals haar voorganger was deze regering een centrumlinkse coalitie van de Alliantie van Democratisch Links (SLD) en Poolse Volkspartij (PSL), die samen over een solide meerderheid in het parlement beschikten. Op 26 januari 1996 bood de regering haar ontslag aan, nadat premier Oleksy er door minister van Binnenlandse Zaken Milczanowski van was beschuldigd onder het pseudoniem "Olin" met de KGB te hebben samengewerkt. Hiermee kwam er voor lange tijd een einde aan Oleksy's politieke carrière. Op 7 februari trad er de regering-Cimoszewicz aan, die door dezelfde partijen werd gevormd.

## Samenstelling
| Ministerie                                                                              | Minister                | Partij | Partij | Ambtsperiode     | Ambtsperiode     |
| Ministerie                                                                              | Minister                | Partij | Partij | van              | tot              |
| --------------------------------------------------------------------------------------- | ----------------------- | ------ | ------ | ---------------- | ---------------- |
| Voorzitter van de Ministerraad                                                          | Józef Oleksy            |        | SLD    | 7 maart 1995     | 7 februari 1996  |
| Vicepremiers                                                                            | Roman Jagieliński       |        | PSL    | 7 maart 1995     | 7 februari 1996  |
| Vicepremiers                                                                            | Grzegorz Kołodko        |        | SLD    | 7 maart 1995     | 7 februari 1996  |
| Vicepremiers                                                                            | Aleksander Łuczak       |        | PSL    | 7 maart 1995     | 7 februari 1996  |
| Minister van Arbeid en Sociale Zaken                                                    | Leszek Miller           |        | SLD    | 7 maart 1995     | 7 februari 1996  |
| Minister van Binnenlandse Zaken                                                         | Andrzej Milczanowski    |        | geen   | 7 maart 1995     | 22 december 1996 |
| Minister van Binnenlandse Zaken                                                         | Jerzy Konieczny         |        | geen   | 29 december 1995 | 7 februari 1996  |
| Minister van Buitenlandse Zaken                                                         | Władysław Bartoszewski  |        | geen   | 7 maart 1995     | 22 december 1995 |
| Minister van Buitenlandse Zaken                                                         | Dariusz Rosati          |        | SLD    | 29 december 1995 | 7 februari 1996  |
| Minister van Communicatie                                                               | Andrzej Zieliński       |        | SLD    | 7 maart 1995     | 7 februari 1996  |
| Minister van Defensie                                                                   | Zbigniew Okoński        |        | geen   | 7 maart 1995     | 22 december 1995 |
| Minister van Defensie                                                                   | Stanisław Dobrzański    |        | PSL    | 6 januari 1996   | 7 februari 1996  |
| Minister van Economische Samenwerking met het Buitenland                                | Jacek Buchacz           |        | PSL    | 7 maart 1995     | 7 februari 1996  |
| Minister van Financiën                                                                  | Grzegorz Kołodko        |        | SLD    | 7 maart 1995     | 7 februari 1996  |
| Minister van Gezondheid en Sociale Bijstand                                             | Ryszard Jacek Żochowski |        | SLD    | 7 maart 1995     | 7 februari 1996  |
| Minister van Industrie en Handel                                                        | Klemens Ścierski        |        | PSL    | 7 maart 1995     | 7 februari 1996  |
| Minister van Justitie                                                                   | Jerzy Jaskiernia        |        | SLD    | 7 maart 1995     | 7 februari 1996  |
| Minister van Kunst en Cultuur                                                           | Kazimierz Dejmek        |        | PSL    | 7 maart 1995     | 7 februari 1996  |
| Minister van Landbouw en Levensmiddelen                                                 | Roman Jagieliński       |        | PSL    | 7 maart 1995     | 7 februari 1996  |
| Minister van Milieubescherming, Natuurlijke Hulpbronnen en Bosbouw                      | Stanisław Żelichowski   |        | PSL    | 7 maart 1995     | 7 februari 1996  |
| Minister van Onderwijs                                                                  | Ryszard Czarny          |        | SLD    | 7 maart 1995     | 7 februari 1996  |
| Minister van Privatisatie                                                               | Wiesław Kaczmarek       |        | SLD    | 7 maart 1995     | 7 februari 1996  |
| Minister van Ruimtelijke Ordening en Woningbouw                                         | Barbara Blida           |        | SLD    | 7 maart 1995     | 7 februari 1996  |
| Minister van Verkeer en Zeevaart                                                        | Bogusław Liberadzki     |        | SLD    | 7 maart 1995     | 7 februari 1996  |
| Minister zonder portefeuille, kabinetschef van de regering                              | Marek Borowski          |        | SLD    | 7 maart 1995     | 7 februari 1996  |
| Minister zonder portefeuille, voorzitter van het Centraal Planbureau                    | Mirosław Pietrewicz     |        | PSL    | 7 maart 1995     | 7 februari 1996  |
| Minister zonder portefeuille, voorzitter van het Comité voor Wetenschappelijk Onderzoek | Aleksander Łuczak       |        | PSL    | 7 maart 1995     | 7 februari 1996  |

Mazowiecki (1989-1991) ·
Bielecki (1991) ·
Olszewski (1991-1992) ·
Pawlak I (1992) ·
Suchocka (1992-1993) ·
Pawlak II (1993-1995) ·
Oleksy (1995-1996) ·
Cimoszewicz (1996-1997) ·
Buzek (1997-2001) ·
Miller (2001-2004) ·
Belka I (2004) ·
Belka II (2004-2005) ·
Marcinkiewicz (2005-2006) ·
Kaczyński (2006-2007) ·
Tusk I (2007-2011) ·
Tusk II (2011-2014) ·
Kopacz (2014-2015) ·
Szydło (2015-2017) ·
Morawiecki (2017-2019) ·
Morawiecki (2019-2023) ·
Morawiecki (2023) ·
Tusk III (2023-) ·